# Vitória do Mar FC
Vitória do Mar FC is een Braziliaanse voetbalclub uit São Luís in de staat Maranhão. 

## Geschiedenis
De club werd opgericht op 7 september 1949. Drie jaar later werd de club kampioen van de staatscompetitie. De club speelde tot 1994 in de competitie. 

## Erelijst
Campeonato Maranhense
1952